# Fernando Gaviria Rendón
Fernando Gaviria Rendón (La Ceja, Departament d'Antioquia, 19 d'agost de 1994) és un ciclista colombià, professional des del 2013. Actualment corre a l'equip Movistar Team.
Del seu palmarès destaquen els resultats en el ciclisme en pista. S'ha proclamat dos cop Campió del món en puntuació. També té diferents títols en els Campionats Panamericans, els Jocs Sud-americans, els Jocs Panamericans o els Jocs Centreamericans i del Carib. La seva germana Juliana també es dedica al ciclisme en pista.
En carretera destaca com a esprintador. Els seus principals èxits són cinc etapes a la Giro d'Itàlia, quatre el 2017 i una el 2019, i dues al Tour de França de 2018. El 2017 també va guanyar la Classificació per punts del Giro d'Itàlia.

## Palmarès en pista
- 2012
  -  Campió del món júnior en Madison (amb Jordan Parra)
  -  Campió del món júnior en Òmnium
- 2013
  - 1r als Campionats Panamericans en Òmnium
- 2014
  - Medalla d'or als Jocs Sud-americans en Òmnium
  - Medalla d'or als Jocs Centreamericans i del Carib en Òmnium
- 2015
  -  Campió del món en Òmnium
  - Medalla d'or als Jocs Panamericans en Persecució per equips
  - Medalla d'or als Jocs Panamericans en Òmnium
- 2016
  -  Campió del món en Òmnium

### Resultats a laCopa del Món en pista
- 2014-2015
  - 1r a Londres, en Òmnium

## Palmarès en ruta
- 2012
  -  Campió del Colòmbia júnior en contrarellotge
- 2013
  - Medalla d'or als Jocs Bolivarians en ruta
- 2014
  - Campió panamericà sub-23 en ruta
  - Vencedor d'una etapa a la Volta a Colòmbia sub-23
- 2015
  - Vencedor de 2 etapes al Tour de San Luis
  - Vencedor d'una etapa al Czech Cycling Tour
  - Vencedor d'una etapa a la Volta a la Gran Bretanya
- 2016
  - 1r al Gran Premi Impanis-Van Petegem
  - Vencedor de 2 etapes a la Volta a Polònia
  - Vencedor d'una etapa a la Tirrena-Adriàtica
  - Vencedor d'una etapa al Tour de San Luis
  - Vencedor d'una etapa al Tour La Provence
- 2017
  - 1r al Campionat de Flandes
  - Vencedor de 2 etapes a la Volta a San Juan
  - Vencedor d'una etapa a la Volta a l'Algarve
  - Vencedor d'una etapa a la Tirrena-Adriàtica
  - Vencedor de 4 etapes al Giro d'Itàlia  1r a la Classificació per punts
  - Vencedor d'una etapa a la Volta a la Gran Bretanya
  - Vencedor de 4 etapes al Tour de Guangxi
- 2018
  - Vencedor d'una etapa a la Volta a San Juan
  - Vencedor de 3 etapes a la Colombia Oro y Paz
  - Vencedor de 3 etapes a la Volta Califòrnia
  - Vencedor de 2 etapes al Tour de França
- 2019
  - Vencedor de 2 etapes a la Volta a San Juan
  - Vencedor d'una etapa a l'UAE Tour
  - Vencedor d'una etapa al Giro d'Itàlia
  - Vencedor de 2 etapes al Tour de Guangxi
- 2020
  - 1r al Giro de Toscana
  - Vencedor de 3 etapes a la Volta a San Juan
  - Vencedor d'una etapa a la Volta a Burgos
  - Vencedor d'una etapa al Tour del Llemosí
- 2021
  - Vencedor d'una etapa a la Volta a Polònia
- 2022
  - Vencedor de 2 etapes al Tour d'Oman
- 2023
  - Vencedor d'una etapa de la Volta a San Juan
  - Vencedor d'una etapa al Tour de Romandia
- 2024
  - Vencedor d'una etapa al Tour Colombia

### Resultats al Giro d'Itàlia
- 2017. 129è de la classificació general. Vencedor de 4 etapes.  1r a la Classificació per punts  Porta el Mallot rosa durant 1 etapa
- 2019. Abandona (7a etapa). Vencedor d'una etapa
- 2020. Abandona (16a etapa)
- 2021. 109è de la classificació general
- 2022. 128è de la classificació general
- 2023. 118è de la classificació general

### Resultats al Tour de França
- 2018. Abandona (12a etapa). Vencedor de 2 etapes.  Porta el mallot groc durant 1 etapa

### Resultats a la Volta a Espanya
- 2019. 147è de la classificació general